# G-Dragon 2013 World Tour "One of a Kind"
《G-Dragon 2013 World Tour "One of a Kind"》는 지드래곤의 두 번째 단독 콘서트이자 첫 월드 투어로 2013년 한해 동안 8개 국가의 13개 도시에서 공연하였다.

## 기획
2013년 1월 14일, YG 엔터테인먼트는 지드래곤의 첫 월드 투어의 진행 계획을 발표했다. 이 투어는 한국 공연 역사상 최고의 제작비인 약 35억원의 사전 제작비가 투입되었다. 마이클 잭슨의 《This Is It》 투어 연출 팀이 참여하였고, 해외 연주자들로 이루어진 세션팀들 외에도 비주얼 콘텐츠 팀 《파서블 프로덕션》이 영상제작을 맡았다. 그리고 약 2주간의 실제 공연 규모 리허설을 가질 정도로 지드래곤의 월드 투어는 막대한 물량이 투여되었다.

## 평가
이 투어는 싱가포르의 공연 기획사 "러닝 인투 더 썬"에서 기획에 참여하였고, 《ENewsWorld》는 지드래곤에 대해 "그는 모든 콘서트를 통해 자신의 스타일과 개성을 한껏 폭발했다."라고 언급하며, 공연의 다양성을 극찬받았다.
미국의 언론 매체 《빌보드》는 지드래곤의 3월 30일부터 31일 서울 올림픽공원 체조경기장에서 열린 그의 첫 솔로 월드 투어 공연을 대대적으로 보도하며 “2시간 동안 마이클 잭슨 수준의 강렬한 공연이 펼쳐졌다.”에 이어 “에너지가 넘치는 지드래곤은 솔로 데뷔 곡인 "Heartbreaker"와 "One of a Kind"를 믹스해 선보이며 눈이 튀어나올 정도로 단 1초도 눈을 떼지 못하게 만들었다. 소품과 수많은 의상, 눈 부신 레이저 조명 등으로 화려한 무대를 꾸몄다.”고 평가했다. 일본에서는 한국 솔로 가수로는 최초로 일본 4대 돔 투어(후쿠오카 야후 재팬 돔, 사이타마 세이부 돔, 오사카 교세라 돔, 나고야 돔)를 열었다.

## 스페셜 게스트
- BIGBANG
- 2NE1[9]
- 타블로
- 이하이[10]

## 세트 리스트
1. "미치Go"
2. "Heartbreaker"
3. "One Of A Kind"
4. "Light It Up" (Feat. 타블로)
5. "The Leaders" (Feat. CL)
6. "Obsession"
7. "She's Gone"
8. "Butterfly"
9. "Missing You"
10. "그XX"
11. "Without You" (Feat. 이하이)
12. "Today"
13. "소년이여"
14. "This Love"
15. "1년 정거장"
16. "삐딱하게+크레용+Fantastic Baby"

앵콜
1. "Breathe"
2. "Bad Boy"
3. "미치Go"

## 투어 일정
| 날짜                     | 도시         | 국가       | 장소                          | 관객 수        |
| ------------------------ | ------------ | ---------- | ----------------------------- | -------------- |
| 2013년 3월 30일          | 서울         | 대한민국   | 올림픽 공원 체조경기장        | 통산 26,000명  |
| 2013년 3월 31일          | 서울         | 대한민국   | 올림픽 공원 체조경기장        | 통산 26,000명  |
| 2013년 4월 6일           | 복강         | 일본       | 후쿠오카 돔                   | 50,000명       |
| 2013년 4월 20일          | 기옥         | 일본       | 세이부 돔                     | 통산 80,000명  |
| 2013년 4월 21일          | 기옥         | 일본       | 세이부 돔                     | 통산 80,000명  |
| 2013년 4월 27일          | 대판         | 일본       | 쿄세라 돔 오사카              | 통산 150,000명 |
| 2013년 4월 28일          | 대판         | 일본       | 쿄세라 돔 오사카              | 통산 150,000명 |
| 2013년 4월 29일          | 대판         | 일본       | 쿄세라 돔 오사카              | 통산 150,000명 |
| 2013년 5월 4일           | 북경         | 중국       | 마스터 카드 센터              | 통산 20,000명  |
| 2013년 5월 5일           | 북경         | 중국       | 마스터 카드 센터              | 통산 20,000명  |
| 2013년 5월 9일           | 대북         | 중국       | 타이베이 아레나               | 통산 26,000명  |
| 2013년 5월 10일          | 대북         | 중국       | 타이베이 아레나               | 통산 26,000명  |
| 2013년 5월 17일          | 홍콩         | 중국       | 아시아 월드 아레나            | 통산 23,000명  |
| 2013년 5월 18일          | 홍콩         | 중국       | 아시아 월드 아레나            | 통산 23,000명  |
| 2013년 5월 25일          | 상해         | 중국       | 메르세데스-벤츠 아레나        | 통산 20,000명  |
| 2013년 5월 26일          | 상해         | 중국       | 메르세데스-벤츠 아레나        | 통산 20,000명  |
| 2013년 6월 1일           | 나고야시     | 일본       | 나고야 돔                     | 통산 81,000명  |
| 2013년 7월 2일           | 나고야시     | 일본       | 나고야 돔                     | 통산 81,000명  |
| 2013년 6월 15일          | 자카르타     | 인도네시아 | 마타 일랑 인터네셔널 스타디움 | 통산 26,000명  |
| 2013년 6월 16일          | 자카르타     | 인도네시아 | 마타 일랑 인터네셔널 스타디움 | 통산 26,000명  |
| 2013년 7월 7일           | 방콕         | 태국       | 임펙트 아레나 무앙 통 타니    | 통산 20,000명  |
| 2013년 7월 8일           | 방콕         | 태국       | 임펙트 아레나 무앙 통 타니    | 통산 20,000명  |
| 2013년 7월 22일          | 쿠알라룸푸르 | 말레이시아 | 부킷잘릴 국립경기장           | 28,000명       |
| 2013년 7월 29일          | 싱가포르     | 싱가포르   | 싱가포르 인도어 스타디움      | 통산 20,000명  |
| 2013년 7월 30일          | 싱가포르     | 싱가포르   | 싱가포르 인도어 스타디움      | 통산 20,000명  |
| 2013년 8월 31일 (앙코르) | 서울         | 대한민국   | 올림픽 공원 체조경기장        | 통산 26,000명  |
| 2013년 9월 1일 (앙코르)  | 서울         | 대한민국   | 올림픽 공원 체조경기장        | 통산 26,000명  |
| 합계                     | 합계         | 합계       | 합계                          | 570,000명      |